# Średnie Małe
Średnie Małe (dawniej Średnia lub Wola Średnicka) – wieś w Polsce, położona w województwie lubelskim, w powiecie zamojskim, w gminie Nielisz.
W latach 1975–1998 miejscowość administracyjnie należała do województwa zamojskiego.
Wieś jest sołectwem w gminie Nielisz. Według Narodowego Spisu Powszechnego z roku 2011 wieś liczyła 120 mieszkańców.
Wierni Kościoła rzymskokatolickiego należą do parafii św. Jana Chrzciciela w Stawie Noakowskim.

## Części wsi
| SIMC    | Nazwa   | Rodzaj    |
| ------- | ------- | --------- |
| 0895860 | Reforma | część wsi |

## Historia
Według Słownika geograficznego Królestwa Polskiego z roku 1890 Średnie Większe i Średnie Male alias Średnia stanowiły dwie wsie z folwarkiem w powiecie zamojskim gminie i parafii Nielisz o 6 wiorst odległej. Od Zamościa w kierunku północno-zachodnim o 21 wiorst. Wsie leżą na granicy z powiatem krasnostawskim. Średnie Większe posiadało 3 domy dworskie i 18 osad włościańskich zamieszkałych przez 222 mieszkańców katolików. Średnie Mniejsze 2 domy dworskie 8 osad włościańskich zamieszkałych przez 100 mieszkańców także wyznania katolickiego. Najbliższa stacja pocztowa znajdowała się w Żółkiewce.
Podług spisu z 1827 roku w obu wsiach było 30 domów i 197 mieszkańców. W 1885 roku folwark Średnie z literą „A” był rozległy na mórg 643: gruntów ornych i ogrodów mórg 399, łąk mórg 44, pastwisk mórg 23, lasu mórg 150, nieużytki stanowiły mórg 27. Budynków z drewna 12. W uprawach płodozmian ll. polowy las nieurządzony, pokłady kamienia. Wieś posiadała osad 20, mórg 234.
Folwark Średnie z literą „B” alias „Wola Średnicka” był rozległy mórg 234 w tym: gruntów ornych i ogrodów mórg 185, pastwisk mórg 38, odpady mórg 4, nieużytki mórg 7. Budynków z drewna l2, w uprawach płodozmian 12. polowy. Wieś Średnie Małe alias „Wolica Średnica” liczyła osad 8, mórg 76.